# Daizo Horikoshi
Daizo Horikoshi (japanisch 堀越 大蔵 Horikoshi Daizo; * 14. September 1996 in der Präfektur Kanagawa) ist ein japanischer Fußballspieler.

## Karriere
Daizo Horikoshi erlernte das Fußballspielen in der Schulmannschaft der Tama University Meguro High School sowie in der Universitätsmannschaft der Tōkai-Universität. Seinen ersten Vertrag unterschrieb er Anfang 2019 bei Albirex Niigata (Singapur). Der Verein, ein Ableger des japanischen Zweitligisten Albirex Niigata, spielte in der ersten singapurischen Liga, der Singapore Premier League. Für Albirex bestritt er 19 Erstligaspiele und schoss dabei sechs Tore. Nach einem Jahr wechselte er im Januar 2020 nach Indonesien. Hier schloss er sich dem Erstligisten Kaya FC-Iloilo aus Iloilo City an. 2021 gewann er mit dem Verein den PFL Cup. Das Endspiel gegen das Azkals Development Team wurde mit 1:0 gewonnen. Am Ende der Saison 20228/23 feierte er mit dem Verein die Meisterschaft. Mit 15 Toren wurde er Torschützenkönig der Liga. Im Januar 2024 ging er nach Thailand. Hier unterschrieb er in Trat einen Vertrag beim Erstligisten Trat FC. Am Ende der Saison 2023/24 belegte er mit Trat den letzten Tabellenplatz und musste somit in die zweite Liga absteigen.

## Erfolge
Kaya FC-Iloilo
- PFL Cup: 2021
- Philippines Football League: 2022/23

## Auszeichnungen
Philippines Football League
- Torschützenkönig: 2022/23